# Cloniophorus purpurascens
Cloniophorus purpurascens är en skalbaggsart som först beskrevs av Aurivillius 1914.  Cloniophorus purpurascens ingår i släktet Cloniophorus och familjen långhorningar.
Artens utbredningsområde är Rwanda. Inga underarter finns listade i Catalogue of Life.